# Acinonyx jubatus venaticus
Il ghepardo asiatico (Acinonyx jubatus venaticus Griffith, 1821), noto anche come ghepardo persiano, è una sottospecie di ghepardo gravemente minacciata che attualmente sopravvive solo in Iran. In passato era presente in gran numero anche in India, dove è localmente scomparso.
Il ghepardo asiatico vive prevalentemente nel vasto deserto centrale dell'Iran nelle aree frammentate di habitat disponibile rimasto. Nonostante un tempo fosse molto comune, il ghepardo è stato portato all'estinzione in altre parti dell'Asia sud-occidentale dall'Arabia all'India, Afghanistan compreso. Nel 2013, in Iran sono stati identificati solamente 20 ghepardi, ma alcune aree devono ancora essere pattugliate. La popolazione totale viene stimata tra i 40 e i 70 individui, e il 40% delle morti è dovuta ad incidenti stradali. I tentativi di fermare la costruzione di una strada nel cuore dell'area protetta di Bafq non hanno avuto successo. Al fine di sensibilizzare l'opinione pubblica internazionale sulla conservazione del ghepardo asiatico, un'immagine dell'animale è stata rappresentata sulle maglie della nazionale di calcio dell'Iran durante la Coppa del Mondo FIFA del 2014. Attualmente (2015), si stima che in Iran sopravvivano circa 50 ghepardi allo stato selvatico, ma il loro numero è in aumento.
Il ghepardo asiatico si separò dal suo parente africano tra 32.000 e 67.000 anni fa. Assieme alla lince eurasiatica e al leopardo persiano, è una delle tre specie di grandi felini rimaste in Iran.
Durante il periodo coloniale britannico in India veniva chiamato leopardo cacciatore, poiché l'animale veniva tenuto in cattività in gran numero dai nobili indiani per essere utilizzato nella caccia alle antilopi selvatiche. In olandese, il ghepardo viene ancora chiamato jachtluipaard. Il nome con cui esso è noto presso gli anglosassoni, cheetah, deriva dalla parola hindi cītā (चीता), a sua volta derivata dal sanscrito chitraka, che significa «macchiato».

## Descrizione

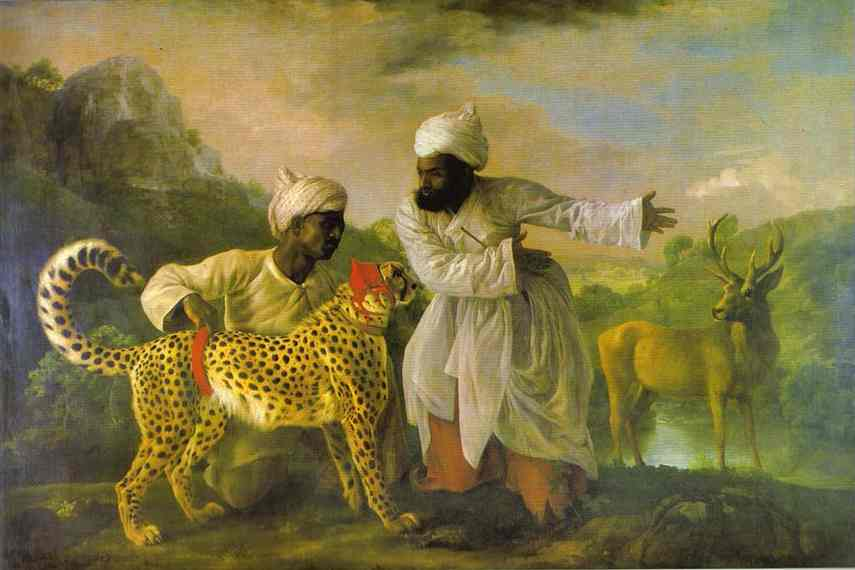
Ghepardo con due addetti imperiali all'epoca del regno di Shah Alam II (1764 d.C.).

Rispetto ai loro cugini africani, i ghepardi asiatici hanno una costituzione più slanciata, una colorazione più chiara e una lunghezza leggermente inferiore. Gli esemplari adulti hanno una lunghezza testa-corpo di 112–135 cm e una coda lunga 66–84 cm. Il peso si aggira sui 34–54 kg. I maschi sono leggermente più grandi delle femmine.
Il ghepardo è l'animale terrestre più veloce. In passato si riteneva che la temperatura corporea dell'animale aumentasse durante la caccia a causa dell'elevata attività metabolica. Nel breve periodo di tempo di un inseguimento, un ghepardo può produrre 60 volte più calore che a riposo, e gli studiosi credevano che gran parte di questo calore, prodotto dalla glicolisi, una volta immagazzinato andasse ad aumentare eventualmente la temperatura corporea. Questa teoria trovava conferma nei dati ricavati da esperimenti in cui due ghepardi venivano fatti correre per alcuni minuti su un tapis roulant, ma è stata contraddetta da studi effettuati in natura che indicano che la temperatura corporea rimane relativamente la stessa durante una caccia. Secondo uno studio del 2013 l'animale, dopo una caccia, va incontro ad ipertermia da stress e a un leggero aumento della temperatura corporea. Il nervosismo del ghepardo dopo una battuta di caccia può indurre ipertermia da stress, che comporta un'elevata attività del sistema nervoso simpatico e l'aumento della temperatura corporea. Dopo una caccia, il rischio che un altro predatore si impossessi della preda catturata è elevato e il ghepardo rimane vigile e agitato. L'innalzamento dell'attività simpatica prepara il corpo del ghepardo a una possibile fuga nel caso si avvicini un altro predatore. Nel corso dello studio del 2013, anche il ghepardo che non era stato costretto a inseguire la preda andò incontro ad un aumento della temperatura corporea una volta che questa era stata catturata, mostrando un incremento dell'attività simpatica.

## Distribuzione e habitat

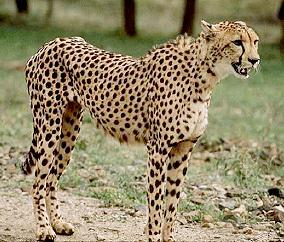
Un ghepardo asiatico.

I ghepardi vivono in zone aperte, pianeggianti e semidesertiche, e in altri habitat aperti ove vi sia disponibilità di prede. Il ghepardo asiatico è diffuso soprattutto nelle aree desertiche attorno al Dasht-e Kavir nella metà orientale dell'Iran, comprendenti parti delle province di Kerman, Khorasan, Semnan, Yazd, Teheran e Markazi. La maggior parte di essi vive in cinque santuari: il parco nazionale di Kavir, il parco nazionale di Khar Turan, l'area protetta di Bafq, la riserva naturale di Daranjir e il parco nazionale di Nayband. I ghepardi rimanenti sono suddivisi in popolazioni molto distanziate. Alcuni esemplari forse sopravvivono nelle zone aride e pianeggianti della provincia pakistana del Belucistan, ma i locali sostengono di non vederli da più di quindici anni.
Negli anni '70, il numero dei ghepardi presenti in Iran veniva stimato a circa 200 unità presenti in sette aree protette. I dati raccolti negli anni 2005-2006 suggerivano l'esistenza in natura di 50-60 ghepardi. Per stimare l'entità della popolazione sono stati effettuati continui sopralluoghi sul campo e analizzate le immagini raccolte in 12.000 nottate dalle fototrappole. Con 80 fototrappole posizionate per tutto l'altopiano del Dasht-e Kavir, i ricercatori iraniani hanno raccolto le immagini di 76 esemplari nel corso di dieci anni a partire dal 2001. A partire dal 2011, le fototrappole hanno identificato solamente 20 esemplari in Iran, ma alcune aree non sono state coperte. Hooman Jowkar, direttore del Conservation of Asiatic Cheetah and Its Habitat Project, affermò che «l'obiettivo delle ricerche è stato puntato solamente su specifiche aree protette; e non possibile effettuare il fototrappolaggio in autunno e in inverno, quando il ghepardo è fisicamente più attivo». Nel novembre 2013, Morteza Eslami, a capo della Iranian Cheetah Society (ICS), affermò che rimanevano in tutto 40-70 ghepardi.
Nel dicembre 2014, quattro ghepardi furono avvistati e fotografati dalle fototrappole nel parco nazionale di Khar Turan. Nello stesso periodo furono avvistati anche undici ghepardi e altri quattro un mese dopo. E nel luglio 2015, otto nuovi ghepardi (cinque adulti e tre cuccioli) sono stati localizzati a Khar Turan.

### Areale storico

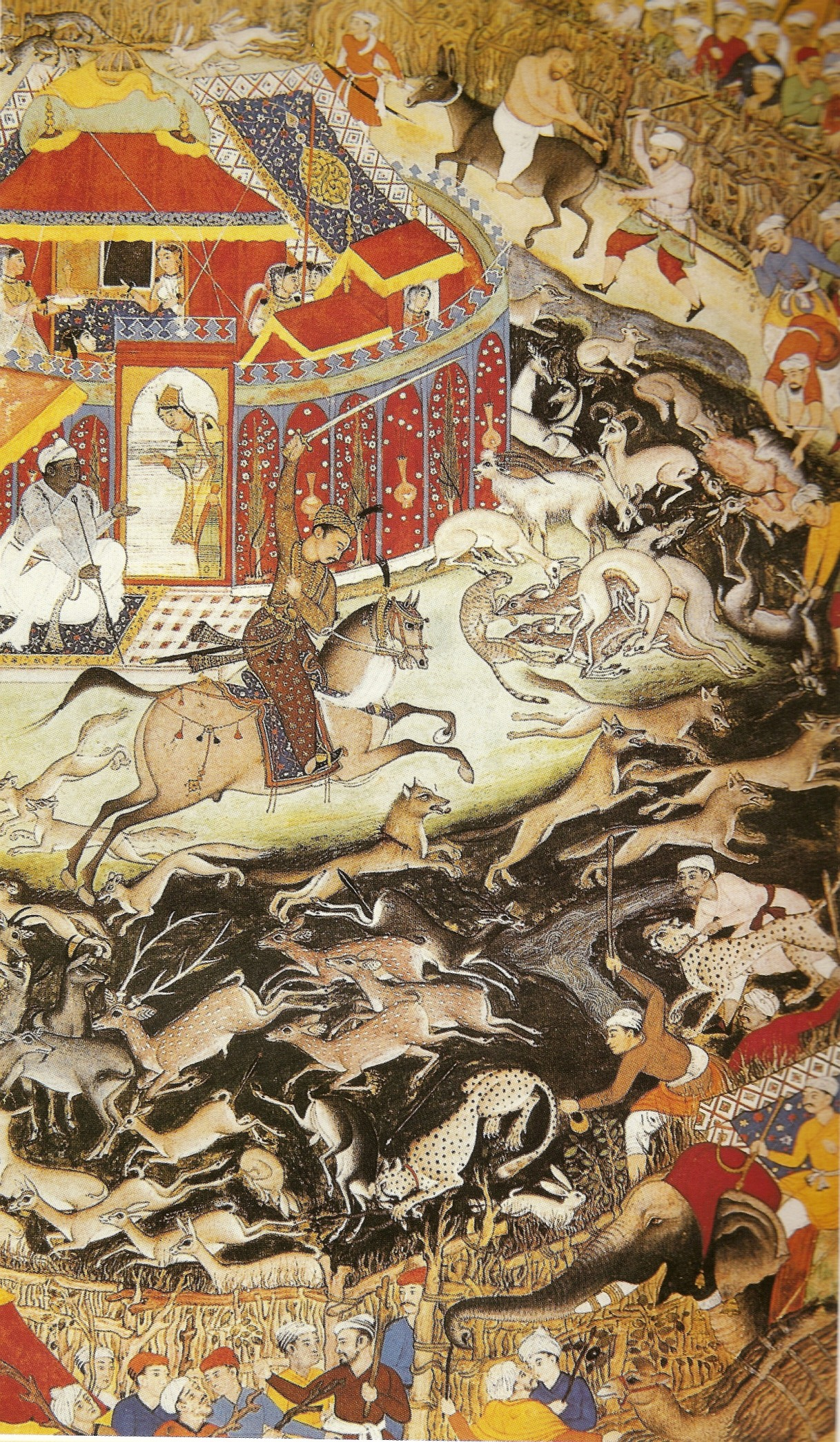
Akbar il Grande, imperatore moghul dell'India, a caccia con i ghepardi asiatici (1602 ca.). Si ritiene che la cattura di ghepardi indiani adulti, che avevano già imparato a cacciare dalle madri, sia un altro dei fattori che hanno portato al rapido declino della specie in India, in quanto si ha notizia solo di un'unica cucciolata nata in cattività.

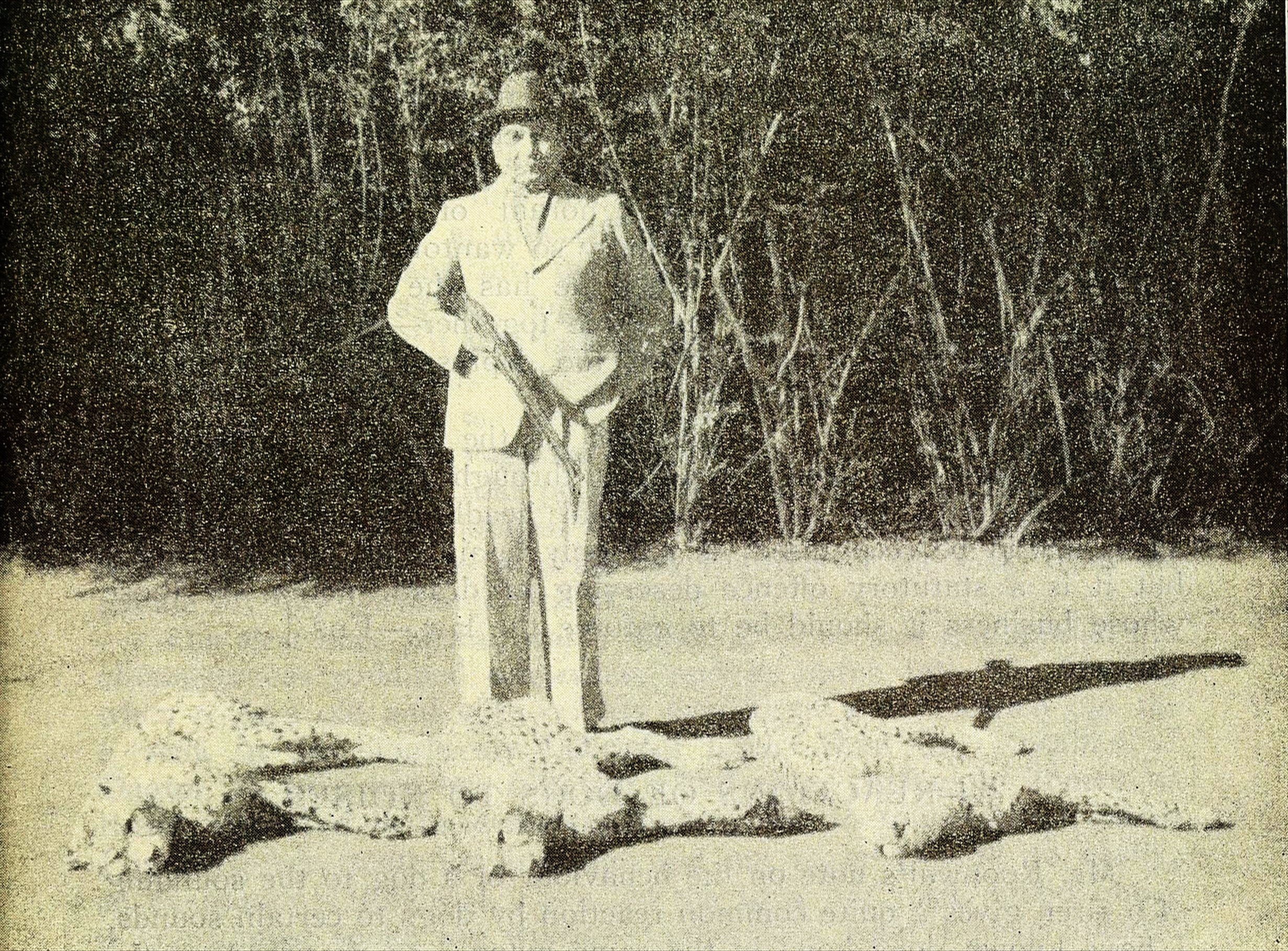
Il maragià Ramanuj Pratap Singh Deo uccise gli ultimi tre ghepardi in India nel 1948, nello stato di Surguja (Madhya Pradesh). Il suo segretario consegnò questa foto alla Società di Storia Naturale di Bombay.

I ghepardi asiatici un tempo erano presenti dalla penisola arabica all'India, attraverso Iran, Asia centrale, Afghanistan e Pakistan. La popolazione presente in Turchia era già scomparsa nel XIX secolo. In Afghanistan, i ghepardi asiatici sono considerati estinti dagli anni '50.
In India, i ghepardi asiatici erano presenti nel Rajputana, nel Punjab, nel Sind e, a sud del Gange, dal Bengala fino alla parte settentrionale dell'altopiano del Deccan. I ghepardi asiatici erano presenti anche in altre parti dell'India, quali il distretto di Kaimur (nell'attuale Uttar Pradesh orientale, nei pressi del Bihar), a Darrah e in altre regioni desertiche del Rajasthan e in alcune parti del Gujarat e dell'India centrale. Akbar il Grande, che regnò attorno alla metà del XVI secolo, era un grande appassionato di ghepardi; li utilizzava per inseguire antilopi cervicapra, chinkara e antilopi quadricorne. Si racconta che nel corso del suo regno avesse posseduto 1000 ghepardi, ma tale numero è con tutta probabilità esagerato, dal momento che non vi è alcuna prova della presenza di strutture abitative per così tanti animali, né di servizi che li rifornissero di carne a sufficienza ogni giorno. Agli inizi del XX secolo, i ghepardi asiatici selvatici erano divenuti così rari in India, che tra il 1918 e il 1945 i principi indiani furono costretti ad importare ghepardi dall'Africa per i loro passatempi venatori. Gli ultimi tre ghepardi in India vennero abbattuti dal maragià di Surguja nel 1948. Una femmina venne avvistata nel distretto di Koriya nel 1951.
In Asia centrale, la caccia incontrollata ai ghepardi asiatici e alle loro prede, i rigidi inverni e la conversione delle praterie in aree a utilizzo agricolo contribuirono al declino della specie. L'ultimo avvistamento registrato in Uzbekistan risale alla fine del 1983 e l'ultima uccisione registrata in Turkmenistan al novembre 1984.

## Ecologia e comportamento

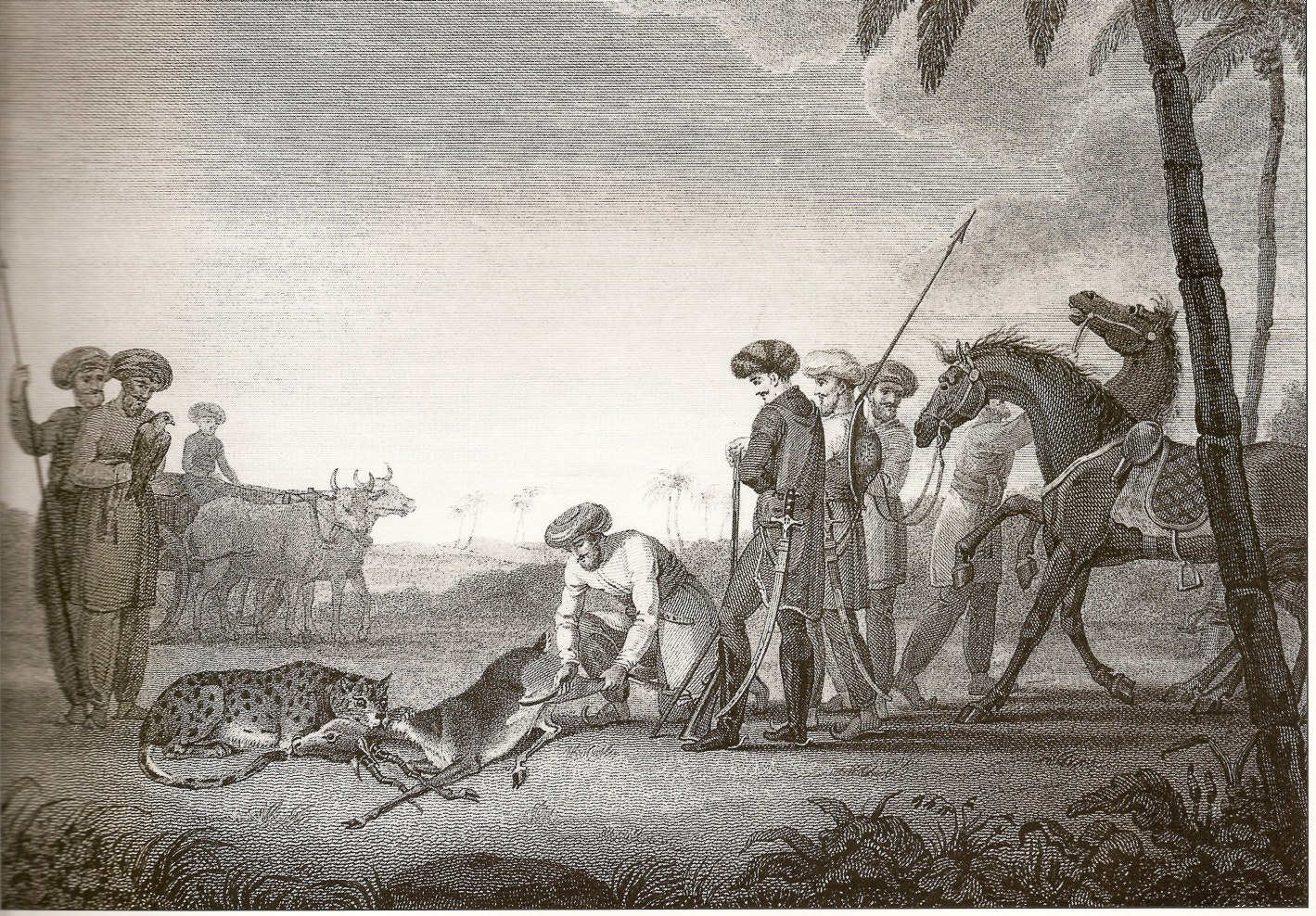
Caccia all'antilope cervicapra con il ghepardo asiatico nel Gujarat meridionale (India); disegno di James Forbes (Oriental Memoirs, 1812).

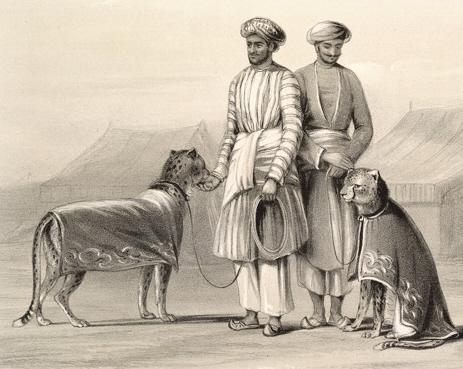
Nababbi con i loro ghepardi.

Le femmine, diversamente dai maschi, non si insediano in un territorio ma si spostano in continuazione attraverso il loro habitat, migrando talvolta su lunghe distanze. Le immagini scattate dalle fototrappole hanno mostrato una femmina che si è spostata per 130 km, un tragitto lungo il quale ha dovuto attraversare una ferrovia e due grandi strade.

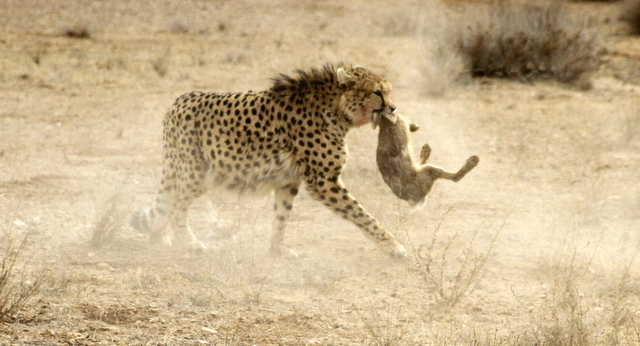
Ghepardo con una lepre.

Il ghepardo asiatico cattura prevalentemente piccole antilopi. In Iran, la sua dieta è costituita soprattutto da gazzelle jebeer (note anche come chinkara), gazzelle subgutturose, pecore selvatiche, capre selvatiche e lepri del Capo. La principale minaccia per la specie è la scomparsa delle sue prede principali dovuta al bracconaggio e alla competizione per i pascoli con il bestiame domestico. Uno studio pubblicato nel 2012 indica che lepri e roditori, nonostante facciano parte della dieta del ghepardo, non costituiscono una sua parte significativa a causa delle piccole dimensioni e della difficoltà nel catturarli.
In India, in passato, le prede di questo animale erano molto numerose. Prima della sua scomparsa nel Paese, il ghepardo si nutriva di antilopi cervicapre e chinkara e, talvolta, di cervi pomellati e nilgau.
(Brano di Blanford sul ghepardo asiatico dell'India citato da Lydekker)

### Riproduzione
Le testimonianze di madri che riescono ad allevare con successo i propri cuccioli sono molto rare. Nel maggio 2013, le immagini riprese da una fototrappola mostrarono una madre con tre cuccioli dall'apparente età di un anno nella riserva naturale di Miandasht nell'Iran nord-orientale. Nell'ottobre 2013, i conservazionisti della Persian Wildlife Heritage Foundation filmarono una madre con quattro cuccioli nel parco nazionale di Khar Turan. Il 7 gennaio 2015, il direttore generale del Dipartimento di Protezione Ambientale del Khorasan settentrionale, Ali Asghar Motahari, ha annunciato l'avvistamento di una femmina e del suo cucciolo nella riserva naturale di Miandasht. Lo stesso Motahari ha riferito che, due giorni prima di questo avvistamento, tre altri ghepardi adulti erano stati avvistati ad alcuni chilometri di distanza dal confine orientale della riserva dai locali, che hanno immediatamente avvisato il Dipartimento dell'Ambiente di Jajrom.

## Storia evolutiva
Il ghepardo asiatico è stato considerato una sottospecie di ghepardo per molto tempo. Nel settembre 2009, Stephen J. O'Brien del Laboratory of Genomic Diversity del National Cancer Institute dichiarò che esso è geneticamente identico al ghepardo africano e che le due popolazioni si separarono circa 5000 anni fa, un lasso di tempo troppo breve per garantire una differenziazione a livello sottospecifico.
Al contrario, i risultati di una ricerca genetica durata cinque anni che ha comportato l'analisi di campioni di DNA prelevati da esemplari in natura, animali ospitati negli zoo e campioni museali provenienti da otto Paesi indicano che i ghepardi africani e asiatici sono geneticamente distinti. I confronti delle sequenze molecolari suggeriscono che essi si separarono tra 32.000 e 67.000 anni fa e che la differenziazione sottospecifica ha avuto il tempo di attuarsi. Le popolazioni presenti in Iran sono considerate gli ultimi rappresentanti rimasti del lignaggio del ghepardo asiatico.

## Minacce
La caccia, la riduzione del numero delle gazzelle, il cambiamento di utilizzo del terreno, il degrado e la frammentazione dell'habitat e la desertificazione hanno contribuito al declino del ghepardo. Secondo il Dipartimento dell'Ambiente dell'Iran il peggioramento della situazione è avvenuto soprattutto tra il 1988 e il 1991. La riduzione del numero delle prede è una conseguenza del sovrapascolo causato dal bestiame introdotto e della caccia alle antilopi. Le prede si allontanano quando i pastori penetrano con le loro mandrie all'interno delle riserve di caccia.
Anche lo sfruttamento minerario e la costruzione di strade in prossimità delle riserve sono una minaccia per questi felini. Carbone, rame e ferro sono stati estratti in tre diverse regioni dell'habitat del ghepardo nelle zone centrali e orientali dell'Iran. Si stima che le due regioni in cui vengono estratti carbone (Nayband) e ferro (Bafq) ospitino le popolazioni di ghepardo più numerose al di fuori delle aree protette. Lo sfruttamento minerario in sé non costituisce una minaccia diretta per i ghepardi, ma la costruzione di strade e il traffico che ne risulta hanno reso l'habitat del ghepardo accessibile agli esseri umani, bracconieri compresi. Attraverso le regioni di confine con l'Afghanistan e il Pakistan (provincia del Belucistan) passano i sentieri percorsi da fuorilegge armati e trafficanti d'oppio, attivi nelle regioni centrali e occidentali dell'Iran. Secondo quanto affermò Asadi nel 1997, la fauna di questa regione desertica ha sofferto una caccia incontrollata da parte di gruppi armati che i governi dei tre Paesi non sono riusciti a tenere sotto controllo. Riguardo alla situazione attuale della specie nella regione non vi sono dati disponibili.
Attualmente in Iran vivono tra i 40 e i 70 ghepardi asiatici. Morteza Eslami, a capo della Iranian Cheetah Society (ICS), confessò a Trend News Agency nel novembre 2013 che la sopravvivenza dell'animale è tutt'altro che assicurata. Nel 2012-13, due terzi delle morti dei ghepardi avvennero a causa di incidenti stradali. I tentativi di fermare la costruzione di una strada nel cuore dell'area protetta di Bafq non hanno avuto successo. Nel febbraio 2015, è stato affermato che gli incidenti stradali sono i responsabili del 40% dei decessi.
Occasionalmente i ghepardi, sia cuccioli che adulti, possono essere attaccati e uccisi da predatori più grandi, come leopardi, lupi e iene striate, ma questo incide marginalmente sulla sopravvivenza della specie.

## Conservazione

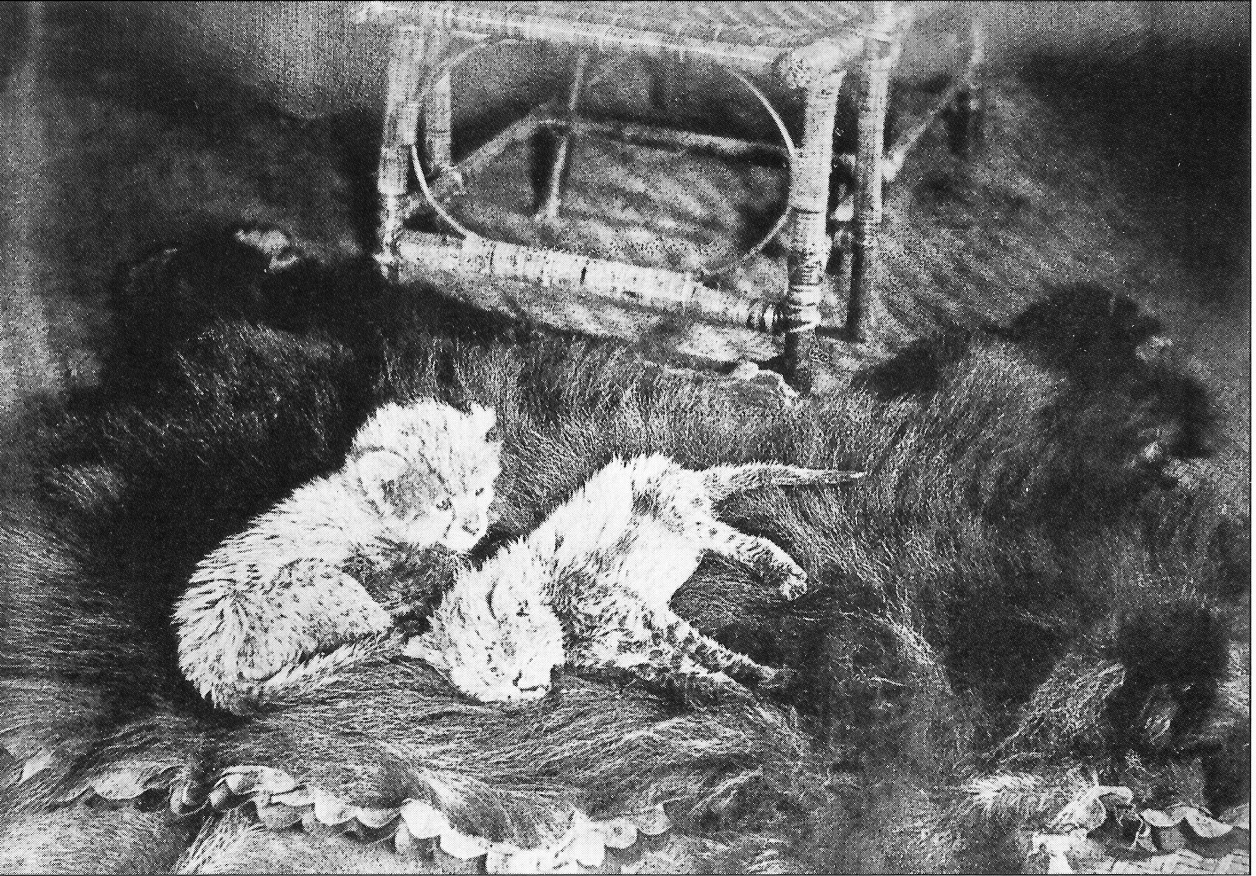
Piccoli di ghepardo in India, 1897.

Il ghepardo asiatico viene oggi considerato gravemente minacciato dalla Lista Rossa degli Animali Minacciati della IUCN. In seguito alla rivoluzione iraniana del 1979, non è stata data molta importanza alla conservazione della natura, ma negli ultimi anni l'Iran ha portato avanti vari programmi per cercare di preservare la popolazione rimanente. Il Dipartimento dell'Ambiente dell'Iran, il Programma delle Nazioni Unite per lo sviluppo (UNDP) e il Fondo mondiale per l'ambiente (GEF) hanno lanciato il Conservation of the Asiatic Cheetah Project (CACP), istituito per preservare e riabilitare le aree ancora popolate da questa specie in Iran. Alcuni sopralluoghi effettuati da Asadi nella seconda metà del 1997 hanno indicato che per far sì che il ghepardo asiatico possa sopravvivere, è necessario riabilitare le popolazioni di altre specie, in particolare le gazzelle, e l'habitat dell'animale.
La Wildlife Conservation Society (WCS) e il Dipartimento dell'Ambiente dell'Iran (DoE) intrapresero un programma di monitoraggio tramite radiocollari nell'autunno del 2006. Questi appositi collari GPS forniscono informazioni sui movimenti del felino. Le sanzioni internazionali hanno reso alcune semplici azioni, come procurarsi delle fototrappole, alquanto difficile.
Nel 2006, l'Iran ha dichiarato il 31 agosto Giornata della Conservazione del Ghepardo: in questa data il pubblico viene informato sui programmi di conservazione che riguardano la specie. Nel 2013 venne diffusa la notizia che l'immagine del ghepardo poteva comparire sulle maglie della nazionale di calcio iraniana durante i mondiali del calcio del 2014. La FIFA approvò il disegno il 1º febbraio 2014. Nel maggio 2015, il Dipartimento dell'Ambiente ha annunciato piani per quintuplicare la multa per chi uccide un ghepardo a 100 milioni di toman (circa 30.000 dollari).

### Progetti
Corsi di formazione per pastori: È stato stimato che nell'area protetta di Bafq vivano dieci ghepardi. Secondo la Iranian Cheetah Society (ICS), i pastori generalmente confondono i ghepardi con altri carnivori di simili dimensioni, quali lupi, leopardi, iene striate e perfino caracal e gatti selvatici. Sulla base dei risultati delle ricerche sul conflitto con questi animali, nel 2007 venne sviluppato un apposito corso di formazione per pastori, nel quale veniva spiegato come identificare correttamente il ghepardo e altri carnivori, dal momento che sono soprattutto questi ultimi a provocare vittime tra il bestiame. Questi corsi furono il frutto della cooperazione tra l'UNDP/GEF, il Dipartimento dell'Ambiente dell'Iran, la ICS e le comunità di cinque principali villaggi di questa regione.
Gli Amici dei Ghepardi: Un altro programma di sviluppo nella regione è stata l'istituzione degli Amici dei Ghepardi, gruppi costituiti da giovani che, dopo un breve corso istruttivo, sono in grado di educare la popolazione e organizzare eventi che hanno come tema principale il ghepardo, divenendo così un esempio di informazione in materia di ghepardi per un certo numero di villaggi. I giovani hanno manifestato un crescente interesse per la questione dei ghepardi e la conservazione di altri animali.
Conservazione ex-situ: L'India, dove il ghepardo asiatico è ormai estinto, è interessata a clonare il ghepardo per poterlo così reintrodurre nel Paese. In un primo momento l'Iran - il Paese donatore - sembrava ben disposto a partecipare al progetto, ma successivamente si è rifiutato di inviare un maschio e una femmina di ghepardo o di consentire agli esperti di raccogliere campioni di tessuto da un ghepardo ospitato in uno zoo del Paese. Nel 2009, il governo indiano ha preso in esame il progetto di reintrodurre ghepardi provenienti dall'Africa fatti riprodurre in cattività.
Nel 2014, un ghepardo asiatico è stato clonato per la prima volta da alcuni scienziati dell'università di Buenos Aires. L'embrione, tuttavia, non è nato.

### Riproduzione in semi-cattività
Nel febbraio 2010, l'Agenzia di stampa Mehr e Payvand Iran News diffusero le foto di un ghepardo asiatico in quello che sembrava un grosso recinto di rete metallica all'interno dell'habitat naturale della specie; nell'articolo veniva indicato che le foto erano state scattate in un «Centro di Ricerca e Riproduzione in Semi-cattività» nella provincia di Semnan. L'esemplare ritratto era ricoperto dal manto invernale, costituito da peli più lunghi. Un'altra notizia riportata indicava che il centro ospita circa dieci ghepardi asiatici in un ambiente semi-selvaggio protetto tutto intorno da reti metalliche.
I guardaparco della riserva naturale di Miandasht e del parco nazionale di Khar Turan hanno allevato alcuni cuccioli orfani. Nel maggio 2014, i funzionari hanno affermato di voler mettere insieme una coppia di esemplari adulti nella speranza che possano dar vita a dei cuccioli, pur riconoscendo che la specie non si riproduce facilmente in cattività.
Nel marzo 2015, una coppia di ghepardi adulti facenti parte di un programma di riproduzione in cattività è stata trasferita nei pressi della Torre Milad a Teheran.

## Proposte di reintroduzione

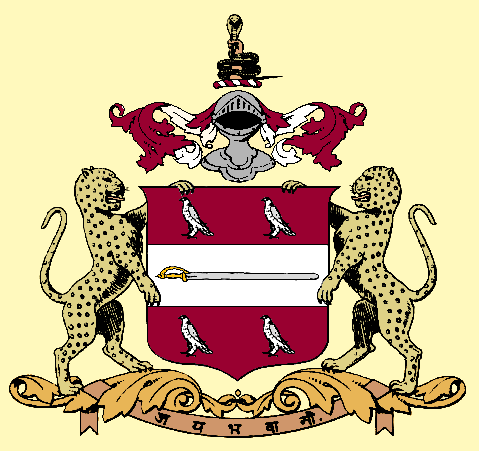
Lo stemma dell'ex stato di Kolhapur, sorretto da due ghepardi asiatici.

I ghepardi hanno vissuto in India per moltissimo tempo, ma la caccia e altri fattori hanno portato alla loro scomparsa nel Paese negli anni '40. Recentemente il governo indiano ha preso in esame la proposta di reintrodurre in natura questi animali. In un articolo comparso a pagina 11 su Times of India di venerdì 9 luglio 2009, si parlava del progetto di importare alcuni ghepardi in India, dove sarebbero stati fatti riprodurre in cattività. Il ministro dell'ambiente e delle foreste, Jairam Ramesh, affermò il 7 luglio 2009 alla Rajya Sabha - il consiglio degli stati del Parlamento indiano - che «il ghepardo è l'unico animale dichiarato estinto in India nel corso degli ultimi 100 anni. Dobbiamo portarne alcuni dall'estero e ripopolare la specie». Ad esso rispose Rajiv Pratap Rudy del Bharatiya Janata Party (BJP): «Il progetto di riportare il ghepardo nel Paese, vittima della caccia indiscriminata e di altre cause, quali la difficoltà di far riprodurre la specie in cattività, è piuttosto audace, visti già i problemi che affliggono la conservazione della tigre». Due naturalisti, Divya Bhanusinh e M. K. Ranjit Singh, suggerirono l'idea di importare dei ghepardi sudafricani dalla Namibia. Secondo il piano, essi sarebbero stati fatti riprodurre in cattività in India e poi rilasciati in natura.
Nel settembre 2009, ad un seminario sulla reintroduzione del ghepardo tenutosi in India, Stephen J. O'Brien affermò che i ghepardi africani e quelli asiatici sono geneticamente identici e che si sono separati solamente 5000 anni fa. Nella stessa occasione l'esperta di ghepardi Laurie Marker del Cheetah Conservation Fund (CCF) e altri studiosi consigliarono al governo indiano che era meglio far arrivare dei ghepardi dall'Africa, dove sono molto più numerosi, invece di cercare di ottenere alcuni dei rarissimi esemplari selvatici dall'Iran. Al seminario parteciparono inoltre il ministro indiano dell'ambiente e delle foreste, Jairam Ramesh, capi guardacaccia di Rajasthan, Gujarat, Madhya Pradesh e Chhattisgarh, funzionari del ministero dell'ambiente, esperti di ghepardi di tutto il globo, rappresentanti del Wildlife Institute of India (WII) tra cui Yadvendradev Jhala, della IUCN e dell'organizzazione ambientalista NGO. La conferenza venne organizzata dal Wildlife Trust of India (WTI).
Nel maggio 2012, la corte suprema indiana ha sospeso i tentativi di introdurre ghepardi africani nel Paese a seguito della pubblicazione di più recenti studi genetici, secondo i quali ghepardi asiatici e africani si separarono tra 32.000 e 67.000 anni fa. Nel 2021 è iniziato un nuovo progetto dove 8 ghepardi verranno reintrodotti in India nel loro areale originario..

## Nella cultura di massa
Nel 2014, la nazionale di calcio dell'Iran annunciò che durante la Coppa del Mondo FIFA del 2014 e la Coppa delle nazioni asiatiche del 2015 sulle maglie sarebbe stata impressa un'immagine dell'animale al fine di sensibilizzare l'opinione pubblica internazionale sulla conservazione della specie. Nel febbraio 2015, l'Iran ha lanciato un motore di ricerca, Yooz, che ha come logo un ghepardo.